# Кинопроба (роман)
«Кинопроба» (яп. オーディション) — японский роман Рю Мураками, опубликованный в 1997 году японским издательством Bunkasha. Роман послужил основой для одноимённого фильма Такаси Миикэ, выпущенного в 1999 году, и возможной экранизации на английском языке.

## Сюжет
42-летний Сигэхару Аояма хочет вернуться к работе через семь лет после смерти жены. Он профессионально построил небольшую компанию по видеопроизводству. Сначала он пытается познакомиться с женщинами, которых знает, и даже навещает делового партнера в Виттенберге. После того, как эти попытки не увенчались успехом, ему пришла в голову идея познакомиться с женщинами под предлогом кинокастинга.
Среди представленных на кастинг ему особенно нравится Асами Ямасаки. Он устраивает с ней ужин, во время которого она рассказывает ему о своем трудном детстве и жестоком обращении со стороны отчима. Только когда её приняли в балетную школу, она обрела смысл жизни. На встрече Сигэхару признаётся Асами в своих истинных намерениях, после чего она прерывает встречу.
Позже Асами извиняется за это перед Шигехару и снова встречается с ним в отеле. Они вдвоём занимаются сексом, но Шигехару теряет сознание, потому что Асами дала ему наркотик. Когда он приходит в сознание, Асами уже давно ушла. Сигэхару видит записку, в которой Асами обвиняет его во лжи. Она также надолго разрывает с ним связь.
Когда Сигэхару слышит музыку в своём доме, Асами навещает его. Она играет в садистские игры с Сигэхару и убивает его собаку. Наконец, Сигэхару приказывает своему сыну Сигэ убить Асами, что он и делает.

## Персонажи
- Аояма: Аояма — 42-летний вдовец, который ставит перед собой две цели по рекомендации врача. Первая цель состояла в том, чтобы проводить как можно больше времени со своим сыном Сигэ, что он считает выполненным. Последняя цель состояла в том, чтобы привезти известного восточногерманского органиста-трубача в Японию для проведения бесплатного концерта, что на самом деле является уловкой, чтобы он мог записать редкий концерт и продать его на VHS. Аояма чрезвычайно ностальгирует по Японии своей юности, часто жалуясь на современную музыку и культуру, считая их материалистичными и скучными.
- Ямасаки Асами: красивая 24-летняя женщина и начинающая актриса, которую Аояма встречает во время прослушивания, когда он впервые видит её, Аояма мгновенно влюбляется в неё. Во время одного из их свиданий Асами рассказывает, что она была жертвой жестокого обращения в детстве со стороны своего отчима, который пользовался инвалидной коляской и который считал, что Асами не человек после того, как хихикнул на похоронах её собственного отца. Сначала кажется, что Асами смогла позитивно справиться с этой травмой с помощью балета, но выясняется, что жестокое обращение сделало её крайне неуравновешенной и жестокой, часто вступающей в отношения с мужчинами только для того, чтобы убить их, отрезав им ноги за «ложь».
- Есикава: давний друг и деловой партнёр Аоямы, который впервые знакомит Аояму с идеей найти жену под видом прослушивания в несуществующий фильм. Есикава — первый персонаж романа, который не доверяет Асами после того, как узнал, что её наставник мёртв уже почти полтора года.
- Сигэ: 15-летний сын Аоямы и единственный ребёнок от его брака с Реко. Сигэ описывается как яркий и спортивный молодой человек, который пользуется значительной популярностью в своей средней школе. Он часто действует как помеха своему отцу. Сигэ непреднамеренно вызывает события романа, спрашивая своего отца: «Почему бы тебе не найти себе новую жену, папаша?»
- Реко: жена Аоямы, которая умирает от вирусного рака за семь лет до событий романа.

## Отзывы критиков
Ким Ньюман в рецензии для The Independent сравнил адаптацию книги на английском языке с одноимённым фильмом Такаси Миикэ, обнаружив, что фильм «наводит на размышления об элементах, прямо изложенных в книге. Миикэ многое почерпнул из элегантно обработанного исходного материала, но теперь книга рискует показаться черновиком или даже экранной обработкой». Касия Бодди похвалила роман в своей колонке для The Telegraph, заявив, что Мураками «позволяет автору и читателю использовать его в обоих направлениях, одновременно потворствуя вкусу к халтуре и некоторому чувству вины за „объективацию“».
Натан Рабин из Artforum высказал мнение, что «„Кинопроба“ зависит не столько от бодрящей гадости его финального поворота, сколько от умелого взаимодействия ужасного и обыденного» и что «Мураками не является тонким писателем. Он излагает психологию первокурсника, лежащую в основе действий Асами, со всей неуклюжей буквальностью психиатра, объясняющего, как бедный Норман Бейтс немного сошёл с ума после убийства своей матери и её любовника в „Психо“. Но если прослушивание обходится без сексизма, оно по-прежнему чрезвычайно хорошо разбирается в ролях класса, возраста, социального статуса и пола в романтических отношениях, а также в тошнотворном вуайеризме и эксплуатации, характерных для индустрии развлечений».